# Merinocapsus
Merinocapsus is een geslacht van wantsen uit de familie van de Miridae (Blindwantsen). Het geslacht werd voor het eerst wetenschappelijk beschreven door Knight in 1968.

## Soorten
Het genus bevat de volgende soorten:

- Merinocapsus ephedrae Knight, 1968
- Merinocapsus froeschneri Schuh, 1986
- Merinocapsus pallipes Knight, 1968